# بيروزآباد (مقاطعة فهرج)
بيروزآباد (بالفارسية: پیروزآباد) هي قرية تقع في ناحية نغين كوير في إيران. يقدر عدد سكانها بـ 374 نسمة .